# Мала-Франкова
Мала-Франкова (словац. Malá Franková) — село и одноимённая община в районе Кежмарок Прешовского края Словакии. В письменных источниках начинает упоминаться с 1611 года.

## География
Село расположено в западной части края, вблизи государственной границей с Польшей, в пределах горного массива Спишска-Магура, при автодороге 3110. Абсолютная высота — 759 метров над уровнем моря. Площадь муниципалитета составляет 10,81 км².

## Население
| Год:                | 1994 | 2004    | 2014    | 2024    |
| ------------------- | ---- | ------- | ------- | ------- |
| Количество человек: | 197  | 186     | 181     | 194     |
| Разница:            |      | −5,58 % | −2,68 % | +7,18 % |

По данным последней официальной переписи 2011 года, численность населения Мала-Франковы составляла 189 человек.
Национальный состав населения (по данным переписи населения 2011 года):
| Национальность | Численность, человек |
| -------------- | -------------------- |
| словаки        | 179                  |
| евреи          | 1                    |
| другие         | 2                    |
| не указана     | 4                    |